# Calunga (divindade)
Calunga (Kalunga), na mitologia bantu dos luenas, ambós e dongas de Angola, é o deus criador e está associado aos fenômenos naturais. O termo também é utilizado pelos lundas, chócues e luchazis, para os quais o deus supremo é Zambi. No contexto chócue, às vezes os termos aparecem associados, quiçá indicando que são conceitos distintos para o Ser Supremo dos bantos.